# LUnix
LUnix (сокращение от Little Unix) — операционная система, разработанная для домашних компьютеров Commodore 64 и Commodore 128. Поддерживает протокол TCP/IP (SLIP или PPP используя интерфейс RS232). В отличие от большинства Unix-подобных систем, написанных на языке программирования Си, LUnix написана на ассемблере процессора MOS Technology 6502.
Первая версия LUnix была создана в 1993 году, текущая версия (по состоянию на 2014 год) — 0.21, выпущена в 2004 году. Среди всего прочего, система поддерживает вытесняющую многозадачность, конвейеры, динамическое управление памятью и виртуальные консоли. Она содержит веб-сервер и клиенты для telnet, POP3, FTP, и может взаимодействовать как терминал или терминальный сервер через RS232.
Была разработана Дэниелом Доллманном и поддерживалась Илькером Фичичиларом, Стефаном Гаубенталом и Полом Гарднер-Стивеном в конце 1990-х годов. Первое поколение LUnix поддерживало быстрый RS232, используя несколько программных ухищрений, поддерживало 80-столбцовые экраны VIC и VDC, PS/2-клавиатуру и небольшой набор стандартных команд Unix. С этой версией возможно было подключить две клавиатуры и два монитора, и один терминал RS232, чтобы настроить три одновременных многозадачных сессии на Commodore 128.